# Жозе Едуардо Кардозо
Жозе Едуардо Мартинс Кардозо (на португалски: José Eduardo Martins Cardozo) е бразилски юрист и политик от Партията на работниците – бивш федерален депутат от Сао Пауло, бивш министър на правосъдието и главен адвокат на Бразилия.

## Биография
Жозе Едуардо Кардозо е роден на 18 април 1959 г. в Сао Пауло. През 1981 г. придобива бакалавърска степен по право в Католическия университет на Сао Пауло. През 1993 г. придобива магистърска степен от Католическия университет, в който се хабилитира и като доктор през 1994 г. Професор е по административно право в същия университет.
Политическата си активност Кардозо започва още по време на студентските си години в академичния център на Юридическия факултет на Католическия университет, когато през 1980 г. става член на Партията на работниците. През 1982 г. започва работа като общински прокурор на община Сао Пауло. През 1989 г. 28-годишният Жозе Кардозо е назначен за общински секретар на Сао Пауло по време на първото управлението на града от Партията на работниците в лицето на префекта Луиза Ерундина. През 1992 г. Жозе Кардозо се кандидатира за член на общинската камара на Сао Пауло от листата на партията, но успява да се класира като заместник общински съветник. На следващата година е главен секретар на бившия Департамент за федералната администрация към Президентството на страната. На федералните и щатските избори през 1994 г. той печели титулярно място в общинската камара на Сао Пауо. Кандидатира се отново на изборите през 1996 г. и печели втори мандат в общинската легислатура за периода 1997 – 2000 г. По време на втория си мандат Кардозо печели голяма популярност като един от най-активните поддръжници на обвиненията в корупция срещу общински съветници, подкрепящи тогавашния кмет Селсо Пита. Поради тази причина е избран за председател на разследващата комисия за Данъчната мафия, резултатът от чиято дейност е касиране на мандатите и лишаване от политически права на трима съветници, замесени в скандала. Кардозо е и един от основните инициатори на импийчмънт срещу кмета Селсо Пита, обвиненията срещу когото се доказват и от показанията на бившата му съпруга. Камарата провежда процедурата срещу префекта на Сао Пауло през 2000 г., но не успява да суспендира правата му.
Изпъквайки като един от най-активните членове на градската легислатура, през 2000 г. Кардозо е преизбран за градски съветник с най-голям брой гласове в историята на Сао Пауло – за него гласуват 200 хил. избиратели. На следващата година той е избран за председател на общинската камара и заема тази длъжност в продължение на две години през 2001 – 2002.

## Федерален депутат
През 2002 г. Едуардо Кардозо се кандидатира за федерален депутат от Сао Пауло от листата на Партията на работниците. Влиза в Камарата на депутатите с един от най-високите резултати за партията в страната. Кардозо е преизбран в Конгреса и на изборите през 2006 г. По време на първия си мандат в Конгреса Едуардо Кардозо е избран за председател на Специалния комитет за реформа в правосъдието, в която ръководи дискусиите за улесняване на достъпа до правосъдие и за промяна в статута на съдиите. В Комитета Кардозо лобира за една по-демократична, по-силна и по-ефективна съдебна система. Обявява се срещу въвеждането на практиката за задължителните прецеденти на Върховния федерален съд, подкрепя съдебните решения, ограничаващи достъпа до апелация, и е за по-строг външен контрол върху съдилищата.
През 2008 и 2010 г. Кардозо е назначен за главен секретар на Партията на работниците. През 2010 г. е един от координаторите на предизборната кампания на Дилма Русев.

## Министър на правосъдието и главен адвокат на Съюза
На 3 декември 2010 г. е назначен за министър на правосъдието в кабинета на новоизбрания президент и встъпва в длъжност на 2 януари 2011 г. В едно от първите си изявления като министър той заявява намерението си да постигне съгласие с правителствата на страните, граничещи с Бразилия, за изработване на обща регионална стратегия за ограничаване на трафика на наркотици и контрабандата на оръжия. Във връзка с военните части, разположени в един от най-бедните и престъпни квартали на Рио де Жанейро – Германския комплекс – Кардозо заявява, че няма срок, в който въоръжените сили трябва да бъдат изтеглени от Германския комплекс, поради което те трябва да останат в него, докато е необходимо. Обявява, че ще търси съдействие от останалите субекти на федерацията за изработване на национален план за обществена сигурност, тъй като случващото в Рио де Жанейро показва ясно необходимостта от използването на общите сили на всички субекти на федерацията – федералното правителство, щатските и общинските власти – в борбата с организираната престъпност.
Като министър на правосъдието Едоардо Кардозо заема и активна позиция срещу идеята за намаляване на възрастовата граница от 18 години, над която бразилските граждани могат да носят наказателна отговорност, изтъквайки че това би противоречало на Конституцията на Бразилия и на резултатите от проведените по въпроса международни изследвания. В същото време той се обявява в подкрепа на обезоръжаването на населението, тъй като според него разпространението на оръжията води до увеличаване на насилието, а твърденията на обратното са заблуди, разпространявани от лобитата на оръжейната индустрия, целящи разрастване на техните пазари. Във връзка с обсъжданите в Конгреса идеи за увеличаване на наказанията за различни престъпления, министър Кардозо изказва критика срещу културата на лишаването от свобода, която е за увеличаване на наказанията, без да предвижда социална реинтеграция на затворниците.
На 31 декември 2014 г. Дилма Русев потвърждава оставането на Кардозо начело на правосъдното министерство и през втория ѝ мандат.
В началото на март 2016 г. Кардозо подава оставката си като министър на правосъдието поради личната и политическата тежест, породена от разследването на федералната полиция, известно като „Операция Автомивка“, което увеличило натиска върху него от страна на собствената му партия. На 3 март 2016 г. Дилма Русев освобождава официално Кардозо от министерския пост и го назначава за главен адвокат на Съюза на мястото на Луис Инасио Адамс.
Жозе Едуардо Кардозо остава начело на Главната адвокатура до отстраняването на президента Русев от Сената на Бразилия на 12 май 2016 г. След отстраняването му от Главната адвокатура, Кардозо е конституиран като частен защитник на отстранения президент по време на процедурата по импийчмънт, провеждаща се в Сената.